# كلوانق
كلوانق (بالفارسية: کلوانق) هي منطقة سكنية تقع في إيران في البلدة المركزية. يقدر عدد سكانها بـ 6,344 نسمة .